# Linda Sweeney
Linda Sweeney (* 1959 in San Diego) ist eine ehemalige US-amerikanische Triathletin. Sie ist Siegerin des Ironman Hawaii von 1981.

## Werdegang
Zu Collegezeiten in ihrer Jugend nahm Sweeney an Lauf- und Schwimmwettkämpfen jeweils über die Mittelstrecken teil. 
Über Freunde erfuhr sie vom Ironman Hawaii und sie war damals mit dem Leichtathleten Tom Hunt (US-amerikanischer Rekordhalter über 10 km im Jahr 1981) liiert.

Die damals 25-Jährige konnte im Februar 1981, bei der dritten Austragung mit Frauenkonkurrenz, den Sieg in 12:00:32 h erzielen. Damals waren 20 Frauen am Start.
1982 musste Linda Sweeney ihre junge Profi-Karriere nach einer Stressfraktur beenden.
Heute arbeitet sie in San Diego als Direktorin für Entwicklung. Ihren Hochschulabschluss erwarb Sweeney an der Universität von Arizona.

## Sportliche Erfolge
| Datum/Jahr    | Rang | Wettbewerb     | Austragungsort | Zeit     | Bemerkung |
| ------------- | ---- | -------------- | -------------- | -------- | --------- |
| 14. Feb. 1981 | 1    | Ironman Hawaii | Waikiki        | 12:00:32 |           |